# Postcards from the Edge
Postcards from the Edge (prt: Recordações de Hollywood; bra: Lembranças de Hollywood) é um filme estadunidense de 1990, uma comédia dramática dirigida por Mike Nichols. O roteiro de Carrie Fisher é baseado em seu romance semiautobiográfico homônimo de 1987. O filme é estrelado por Meryl Streep, Shirley MacLaine e Dennis Quaid.

## Sinopse
A carreira da atriz de Hollywood Suzanne Vale, viciada em substâncias, está derrapando. Depois de um período em um centro de desintoxicação, sua companhia de cinema insiste, como condição de continuar a empregá-la, que ela viva com sua mãe, Doris Mann, ex-estrela de cinema e agora alcoólatra. Tal armação é uma má notícia para ela, pois ela tem lutado por anos para sair da sombra de Doris, que ainda a trata como uma criança. Apesar desses problemas e outros envolvendo os homens em sua vida, ela pode começar a ver o lado engraçado de sua situação, e ocorre a ela que não só as filhas têm mães, mas as mães também.

## Elenco
- Meryl Streep .... Suzanne Vale
- Shirley MacLaine .... Doris Mann
- Dennis Quaid .... Jack Faulkner
- Gene Hackman .... Lowell Kolchek
- Richard Dreyfuss .... Dr. Frankenthal
- Rob Reiner .... Joe Pierce
- Mary Wickes .... vovó
- Conrad Bain .... vovô
- Annette Bening .... Evelyn Ames
- Simon Callow .... Simon Asquith
- Gary Morton .... Marty Wiener
- C. C. H. Pounder .... Julie Marsden
- Robin Bartlett .... Aretha
- Barbara Garrick .... Carol
- Anthony Heald .... George Lazan
- Dana Ivey .... supervisora do guarda-roupa
- Oliver Platt .... Neil Bleene
- Michael Ontkean .... Robert Munch

## Recepção

### Bilheteria
O filme estreou em 1.013 cinemas nos Estados Unidos em 14 de setembro de 1990 e arrecadou US$ 7.871.856 em seu fim de semana de estreia, classificando-a em primeiro lugar nas bilheterias. Ele eventualmente ganhou US$ 39.071.603 nos EUA.

### Resposta crítica
O filme ganhou críticas positivas da crítica de cinema e atualmente detém uma avaliação de 84% no Rotten Tomatoes com base em 32 avaliações. O consenso crítico dizia: "Unindo um par de talentos poderosos com um roteiro inteligente e bem-escrito, Postcards from the Edge faz um drama convincente a partir de um trauma inspirado na realidade". Metacritic deu ao filme uma pontuação de 71 com base em 18 críticas, indicando "críticas geralmente favoráveis".

## Prêmios e indicações
Oscar 1991
- Indicado
  - Melhor atriz (Meryl Streep)[8]
  - Melhor canção original ("I'm Checkin' Out")[8]

Globo de Ouro 1991
- Indicado
  - Melhor atriz - comédia ou musical (Meryl Streep)[9]
  - Melhor atriz coadjuvante (Shirley MacLaine)[9]
  - Melhor canção original ("I'm Checkin' Out")[9]

BAFTA 1991
- Indicado
  - Melhor atriz (Shirley MacLaine)[carece de fontes?]
  - Melhor roteiro adaptado[carece de fontes?]
  - Melhor trilha sonora[carece de fontes?]

Reconhecimento do American Film Institute:
Lista das melhores comédias estadunidenses segundo o American Film Institute – Indicado